# Karol Joseph Bobko

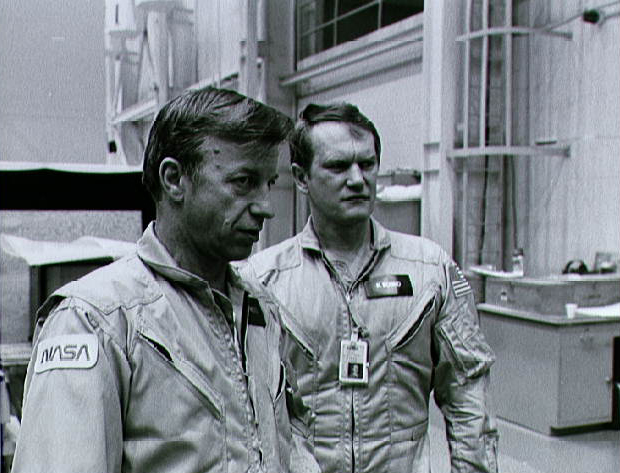
Paul Weitz i Karol Bobko podczas przygotowań przedstartowych do lotu STS-6

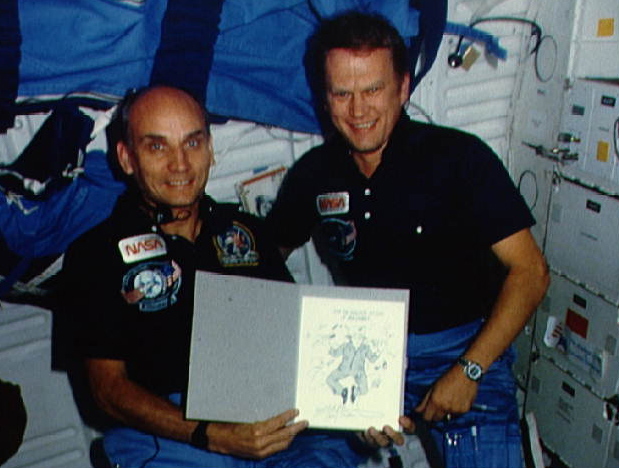
Senator J. Garn i K. Bobko na pokładzie Discovery

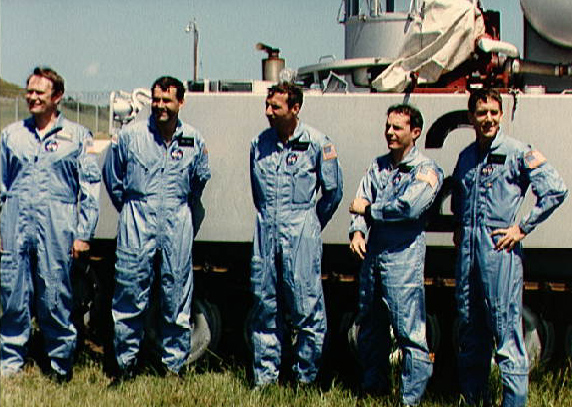
Załoga STS-51-J – od lewej: Bobko, Grabe, Hilmers, Stewart i Pailes

Karol Joseph „Bo” Bobko (ur. 23 grudnia 1937 w Nowym Jorku, zm. 17 sierpnia 2023) – amerykański astronauta, inżynier, pilot wojskowy, pułkownik United States Air Force, pochodzenia polskiego.

## Wykształcenie oraz służba wojskowa
- 1955 – ukończył Brooklyn Technical High School w Nowym Jorku.
- 1959 – został absolwentem Akademii Sił Powietrznych Stanów Zjednoczonych w Colorado Springs i rozpoczął czynną służbę wojskową.
- 1960 – po zaliczeniu szkolenia lotniczego w bazach: Bartow (Floryda) i Vance (Oklahoma) został pilotem wojskowym.
- 1961–1965 – był pilotem samolotów F-100 i F-105 w składach 523 eskadry taktycznej (523rd Tactical Fighter Squadron) stacjonującej w bazie Cannon w Nowym Meksyku i 336 taktycznej eskadry myśliwców (336th Tactical Fighter Squadron) w bazie Seymore Johnson (Karolina Południowa).
- 1966 – w bazie Edwards w Kalifornii ukończył Aerokosmiczną Szkołę dla Pilotów Doświadczalnych (USAF Aerospace Research Pilot School). Po jej ukończeniu został astronautą programu MOL (Manned Orbiting Laboratory).
- 1970 – na University of Southern California uzyskał tytuł magistra inżynierii lotniczej i kosmicznej.
- 1988 – zakończył czynną służbę wojskową.

Jako pilot wylatał 6600 godzin.

## Kariera astronauty
- 1966 – 17 czerwca był jednym z pięciu pilotów doświadczalnych, których wybrano do kosmicznego programu sił powietrznych MOL. W drugiej już grupie pilotów zakwalifikowanych do tego programu znaleźli się również późniejsi astronauci programu Space Shuttle: Robert Crippen, Charles Fullerton, Henry Hartsfield i Robert Overmyer. Zespół astronautów przygotowanych do programu MOL został rozwiązany w sierpniu 1969.
- 1969 – 13 sierpnia został członkiem 7. grupy astronautów NASA (NASA-7(inne języki)) i rozpoczął szkolenie specjalistyczne.
- 1972 – był w trzyosobowym zespole, który przeprowadził eksperyment SMETA (Skylab Medical Experiments Altitude Test) polegający na 56-dniowej symulacji planowanego lotu na stację orbitalną Skylab. Poza Bobko udział w nim wzięli także Robert Crippen i William Thornton. Test pozwolił na opracowanie niektórych elementów wyposażenia, wypracowanie metodyki pracy załogi oraz uzyskanie szeregu istotnych danych medycznych.
- 1973-1975 – razem z Richardem Trulym był w jednej z ekip wspierających misję ASTP (Apollo-Soyuz Test Project). W lipcu 1975 podczas wyprawy radziecko-amerykańskiej pełnił funkcję operatora łączności (tzw. Capcom) w centrum kierowania lotem w Houston w Teksasie.
- 1976-1985 – po rozpoczęciu realizacji programu Space Shuttle Bobko przeszedł szkolenie, podczas którego nabył umiejętności, które powinien posiadać pilot promu kosmicznego. W 1977 podczas serii testów promu Enterprise dotyczących ostatniej fazy loty wahadłowca w atmosferze (Approach and Landing Test) był w jednej z ekip wspierających astronautów biorących w nich bezpośredni udział. Był wówczas operatorem łączności (Capcom) lub pilotem samolotu towarzyszącemu tym eksperymentalnym lotom. W 1981, podczas przygotowań do lotu STS-1, pierwszej misji Columbii, kierował w KSC pracami związanymi z kontrolą i testowaniem wyposażenia promu kosmicznego. W latach 1983–1985 uczestniczył w trzech lotach kosmicznych – jako pilot w STS-6 (kwiecień 1981) oraz dowódca misji STS-51-D (kwiecień 1983) i STS-51-J (październik 1984).
- 1988 – opuścił korpus astronautów NASA.

## Loty załogowe

### STS-6 –ChallengerF-1
4 kwietnia 1983 Karol Bobko wystartował po raz pierwszy w kosmos na pokładzie wahadłowca Challenger. Był to pierwszy lot tego promu kosmicznego. Wyprawą dowodził Paul Weitz, dla którego był to drugi start. Pozostałymi członkami załogi byli specjaliści misji: Donald Peterson (MS-1) i Story Musgrave (MS-2). Podczas 5-dniowego lotu załoga wykonała eksperymenty technologiczne i umieściła przy użyciu stopnia napędowego IUS, na orbicie geosynchronicznej, satelitę TDRS-A oraz przeprowadziła obserwacje meteorologiczne. Poza tym po raz pierwszy podczas lotu wahadłowców astronauci pracowali w otwartej przestrzeni kosmicznej. 9 kwietnia 1983 prom po wykonaniu 120 okrążeń Ziemi wylądował pomyślnie w bazie lotniczej Edwards w Kalifornii.

### STS-51-D –DiscoveryF-4
Drugą misją, w której uczestniczył K. Bobko był lot STS-51-D. Tym razem powierzono mu funkcję dowódcy. Razem z nim 12 kwietnia 1985 w kosmos udali się również: Donald E. Williams – pilot wahadłowca, Jeffrey A. Hoffman (specjalista misji - MS-1), Margaret Rhea Seddon (MS-2) i S. David Griggs (MS-3). Na pokładzie wahadłowca było też dwóch specjalistów ładunku: Charles Walker (PS-1) i Jake Garn (PS-2), wówczas senator, który był również obserwatorem z ramienia Kongresu Stanów Zjednoczonych. W czasie lotu astronauci umieścili na orbicie dwa sztuczne satelity telekomunikacyjne: Leasat 3 oraz Telesat 1. O ile nie było problemów z Telesatem, to w wypadku Leasata okazało się, że nie została w pełni odciągnięta dźwignia sekwensera tj. układu sterującego kolejnością wykonywanych rozkazów. Spowodowało to, że nie otworzyła się antena telemetryczna, a sam satelita nie otrzymał niezbędnego przyśpieszenia. W tej sytuacji podjęto decyzję o awaryjnej próbie uruchomienia obiektu. Na końcówce manipulatora zainstalowano prowizoryczne narzędzie, którym planowano umieszczenie dźwigni we właściwym położeniu. Astronautka Seddon osiągnęła to po czterech próbach. Niestety nie uruchomiło to prawidłowego funkcjonowania Leasata. 19 kwietnia 1985 Discovery wylądował na przylądku Canaveral. Podczas lądowania zablokowały się koła promu i zniszczeniu uległy jego opony. Spowodowało to czasowe przeniesienie kolejnych lądowań wahadłowców do kalifornijskiej bazy Edwards.

### STS-51-J –AtlantisF-1
Podczas swojego trzeciego lotu K. Bobko dowodził misją STS-51-J. Był to pierwszy lot wahadłowca Atlantis. Start nastąpił 3 października 1985. Pozostałymi członkami załogi byli: Ronald J. Grabe – pilot wahadłowca, David C. Hilmers (specjalista misji - MS-1), Robert L. Stewart (MS-2) i William A. Pailes (MS-3). Była to druga misja w całości wykupiona przez Departament Obrony Stanów Zjednoczonych. Utajniony był jej przebieg jak również ładunek użyteczny zabrany na orbitę. W trakcie lotu prom znalazł się 515 km nad Ziemią. Na orbicie umieszczono dwa satelity wojskowe. Astronauci przeprowadzili też jeden cywilny eksperyment, podczas którego określano stopień przenikania promieniowania kosmicznego w różnych częściach kabiny. 7 października 1985 Atlantis wylądował w bazie Edwards.

## Po opuszczeniu NASA
- 1988 – po opuszczeniu NASA i wojska Bobko rozpoczął pracę w Booz, Allen & Hamilton Inc. w Houston. Odpowiadał za zagadnienia związane z programem załogowych lotów kosmicznych. Firma zajmowała się opracowywaniem symulatorów niezbędnych w systemie szkolenia astronautów oraz testowaniem i wyposażaniem obiektów wynoszonych na orbitę. Uczestniczyła również w pracach nad stworzeniem Międzynarodowej Stacji Kosmicznej.
- 2000 – w marcu został wiceprezesem ds. programu strategicznego w filii SPACEHAB, Inc. – Johnson Engineering w Houston.
- 2005 – został w SAIC (Science Applications International Corporation) menedżerem programu dla SimLabs – symulatorów znajdujących się w należącym do NASA Centrum Badawczego im. Josepha Amesa.

## Nagrody i odznaczenia
- Defense Superior Service Medal
- Legion of Merit
- Distinguished Flying Cross
- Defense Meritorious Service Medal
- Meritorious Service Medal – dwukrotnie
- NASA Exceptional Service Medal – dwukrotnie
- NASA Space Flight Medal – trzykrotnie
- JSC Group Achievement Awards
- Nagroda Akademii Sił Powietrznych USA im. pułkownika Jamesa Jabary (Air Force Academy Jabara Award) (1983)
- Universal Astronaut Insignia za lot orbitalny (nr 115) – Stowarzyszenie Uczestników Lotów Kosmicznych (Association of Space Explorers(inne języki))[2]

## Wykaz lotów
| Loty kosmiczne, w których uczestniczył Karol J. Bobko                    | Loty kosmiczne, w których uczestniczył Karol J. Bobko | Loty kosmiczne, w których uczestniczył Karol J. Bobko | Loty kosmiczne, w których uczestniczył Karol J. Bobko | Loty kosmiczne, w których uczestniczył Karol J. Bobko | Loty kosmiczne, w których uczestniczył Karol J. Bobko |
| Nr                                                                       | Data startu                                           | Data lądowania                                        | Statek kosmiczny                                      | Funkcja                                               | Czas trwania                                          |
| ------------------------------------------------------------------------ | ----------------------------------------------------- | ----------------------------------------------------- | ----------------------------------------------------- | ----------------------------------------------------- | ----------------------------------------------------- |
| 1                                                                        | 4 kwietnia 1983                                       | 9 kwietnia 1983                                       | STS-6 Challenger F-1                                  | Pilot wahadłowca                                      | 5 dni 23 minuty i 42 sekundy                          |
| 2                                                                        | 12 kwietnia 1985                                      | 19 kwietnia 1985                                      | STS-51-D Discovery F-4                                | Dowódca                                               | 6 dni 23 godziny 55 minut i 23 sekundy                |
| 3                                                                        | 3 października 1985                                   | 7 października 1985                                   | STS-51-J Atlantis F-1                                 | Dowódca                                               | 4 dni 1 godzina 44 minuty i 37 sekund                 |
| Łączny czas spędzony w kosmosie — 16 dni 2 godziny 3 minuty i 42 sekundy |                                                       |                                                       |                                                       |                                                       |                                                       |